# IC 3963
IC 3963 је лентикуларна галаксија у сазвјежђу Береникина коса која се налази на листи објеката дубоког неба у Индекс каталогу.
Деклинација објекта је + 27° 46' 26" а ректасцензија 12h 59m 13,6s. Привидна величина (магнитуда) објекта IC 3963 износи 14,7 а фотографска магнитуда 15,7. IC 3963 је још познат и под ознакама MCG 5-31-61, CGCG 160-220, DRCG 27-68, PGC 44567.